# Multiple-image Network Graphics
Multiple-image Network Graphics (MNG) je grafický formát pro animované obrázky, který má blízko k PNG. Když se formát PNG v roce 1995 začal vytvářet, bylo rozhodnuto nezahrnovat do něj podporu pro animace, protože v té době nebyla tato vlastnost u konkurenčního formátu GIF příliš využívána. Navzdory tomu byly brzy zahájeny práce na formátu MNG jako PNG formátu s podporou animací. Verze 1.0 této specifikace byla uvolněna 31. ledna 2001. Formát poznáte podle přípony .mng a neoficiální MIME typ je video/x-mng.

## Podpora formátu MNG
Formát MNG není na rozdíl od PNG příliš rozšířen. Z webových prohlížečů jej podporuje nativně pouze Konqueror. Pro jiné prohlížeče je podpora k dispozici pouze ve formě zásuvných modulů. Webové prohlížeče postavené na renderovacím jádru Gecko podporovaly MNG do roku 2003, kdy byla podpora pro tento formát odstraněna z důvodů neaktivity vývojáře, který měl uvedenou podporu na starosti. Formát MNG je používán též v mobilních telefonech Sony Ericsson.

## Alternativy
Jako alternativa k formátu MNG vystupuje APNG.